# Simon Ungar
Simon Ungar, magyarosan Ungár Simon (Máramarossziget, 1863. március 11. – a marhavagonban útban a jasenovaci koncentrációs tábor felé, 1942. július 29.) a keleti orvostudomány doktora és 1892-től a Szekszárdi, majd 1901-től az Eszéki Zsidó Hitközség rabbija volt, akit a holokauszt idején öltek meg.

## Élete és pályafutása
Simon Ungar a Magyar Királysághoz tartozó Máramarosszigeten (ma Sighetu Marmației, Románia), vagy más források szerint Nagykárolyban született ortodox zsidó családban. Családja jiddisül beszélt. Miután apja (aki tanár volt) tanította, Ungar folytatta a Talmud tanulmányozását, és közben megtanulta a magyar nyelvet is. Ezután Budapesten folytatta középiskolai tanulmányait. 1881-től 1891-ig az Budapesti Rabbiképzőn, és mellette a budapesti Tudományegyetemen, a Filozófiai Karon tanult. Folyékonyan beszélt jiddisül, héberül, horvátul, magyarul, szerbül, németül és latinul. 1890-ben avatták bölcsészdoktorrá Budapesten, 1892-ben pedig rabbivá. 
Tanulmányai befejeztével 1892-től Szekszárdon volt rabbi. 1901-ben az Eszéki Zsidó Hitközség főrabbijává nevezték ki. Nagyon aktív volt az eszéki zsidó közösségben, aktívan részt vett Eszék kulturális és társadalmi életében. 1942-ben letartóztatták, és a 79 éves rabbi deportálás közben, útban a jasenovaci koncentrációs tábor felé, a marhavagonban halt meg.

## Írásai
Tanulmánya A Bereschit rabba exegézise címmel jelent meg (Budapest 1890). Kisebb cikkeit a Magyar Zsidó Szemle és a Hacofe közölte le.
Megjelent nyomtatásban egy beszéde is:
- A kőtábla. Gyászbeszéd Leopold Károly ravatalánál Szekszárdon, 1902. május hó 13-án tartotta dr. Ungár Simon eszéki főrabbi (Szekszárd: Molnár Mór Nyomdája, 1902)

## Fordítás
Ez a szócikk részben vagy egészben  a   Simon Ungar című angol Wikipédia-szócikk ezen változatának fordításán alapul.  Az eredeti cikk szerkesztőit annak laptörténete sorolja fel. Ez a jelzés csupán a megfogalmazás eredetét és a szerzői jogokat jelzi, nem szolgál a cikkben szereplő információk forrásmegjelöléseként.